# Referendum über die Assoziation mit den Vereinigten Staaten in Palau 1990
Das siebte Referendum über die Assoziation mit den Vereinigten Staaten (Seventh Referendum on the Compact of Free Association) wurde am 6. Februar 1990 in Palau durchgeführt, nachdem die sechs vorhergehenden Referenden (1983, 1984, Februar 1986, Dezember 1986, Juni 1987, August 1987) zum Compact of Free Association (COFA, Assoziierungsvereinbarung mit den Vereinigten Staaten) nicht die erforderlichen 75 % Zustimmung erhalten hatten. Die Stimmberechtigten wurden gefragt, ob sie dem Compact of Free Association zwischen Palau und den Vereinigten Staaten, welches am 10. Januar 1986 unterzeichnet worden war, zustimmen könnten. Das Referendum erhielt Zustimmung von 60,8 % der Abstimmenden, jedoch wurde das Quorum von 75 % wieder nicht erreicht.

## Hintergrund
Der amerikanische Präsident George H. W. Bush billigte im Dezember 1989 einen 50-jährigen Compact Treaty (Vertragsbündel). Dies sollte ermöglichen, dass die Vereinigten Staaten Palau eine Milliarde Dollar an Hilfen zukommen ließen. Der palauische Präsident Ngiratkel Etpison trat entschieden für ein „yes“ ein und schuf am 27. Dezember 1989 ein Council of Joint Leadership um diese Position zu fördern.

## Ergebnis
| Wahl                               | Stimmen | %     |
| ---------------------------------- | ------- | ----- |
| Dafür                              | 4.633   | 60,8  |
| Dagegen                            | 2.988   | 39,2  |
| Ungültig/nicht abgestimmt          | 126     | -     |
| Gesamt                             | 7.747   | 100   |
| Wahlberechtigte/Wahlbeteiligung    | 11.272  | 68,73 |
| Source: Direct Democracy. sudd.ch. |         |       |

## Nachwirkung
Nach der Bekanntgabe der Ergebnisse machte Etpison für das Scheitern des Vorschlags verantwortlich, dass die Wähler es satt hätten, wiederholt über dasselbe Thema abzustimmen. Palau blieb bis 1993 das letzte UN-Treuhandgebiet unter amerikanischer Kontrolle; ein Verfassungsreferendum 1992 bewirkte, dass in der Verfassung von Palau das erforderliche Quorum auf 50 % gesenkt wurde und das achte Referendum 1993 zum Compact of Free Association führte endlich zum Erfolg.